# Akademie für Soziale Demokratie

Logo

Die Akademie für Soziale Demokratie (ASD) ist ein Beratungs- und Qualifizierungsprojekt der Politischen Akademie der Friedrich-Ebert-Stiftung. In Seminaren, Diskussionsveranstaltungen und mit Lesebüchern werden Theorie und Praxis von Grundwerten und Grundrechten der Sozialen Demokratie vermittelt. Nach langjähriger Leitung durch Christian Krell übernahm der Politikwissenschaftler Jochen Dahm Anfang 2016 die Leitung des Teams der ASD.

## Angebot

### Seminare
Die Wochenendseminare der ASD werden bundesweit angeboten. Die Lerngruppen umfassen maximal 16 Teilnehmer und stehen allen politisch Interessierten offen. Die Lehrinhalte basieren auf der Theorie der Sozialen Demokratie, die vom deutschen Staatsrechtler Hermann Heller geprägt und vom Politikwissenschaftler Thomas Meyer weiterentwickelt wurde. Sie bezeichnet ein Gemeinwesen, das sowohl eine repräsentative Demokratie als auch das Sozialstaatspostulat verkörpert. Von der ASD werden acht Themenmodule angeboten: Grundlagen der Sozialen Demokratie, Wirtschaft, Globalisierung, Sozialstaat, Europa, Integration und Zuwanderung, Partizipation sowie Frieden und Sicherheit.
Die Teilnahme an den Seminaren wird zertifiziert. Seminarteilnehmer können im internen Bereich der Website der Akademie die Lehrinhalte sowie auf der Lernplattform www.fes-campus.de vor- und nachbereiten. Dort können Seminarmaterial sowie Lese- und Hörbücher der Akademie für registrierte Nutzer kostenlos heruntergeladen werden.
Neben dem Austausch mit Wissenschaftlern haben die Seminarteilnehmenden die Möglichkeit zur Diskussion mit bekannten Politikern wie z. B. Hannelore Kraft oder Hubertus Heil.

### Sommeruniversität
Mit dem Projekt der Sommeruniversität unternimmt die Akademie den Versuch, Wissenschaft und Politik aktiv miteinander zu verknüpfen und ins Gespräch zu bringen. Die Sommeruniversität richtet sich dabei auf junge Menschen, so zum Beispiel (ehemalige) Stipendiaten der FES oder HBS, in politischen Jugendverbänden oder Hochschulgruppen Aktive, junge Nachwuchswissenschaftler und gewerkschaftlich engagierte oder orientierte junge Erwachsene. In den letzten Jahren wurde zudem angestrebt internationale progressive Nachwuchskräfte für die Sommeruniversität zu gewinnen. 
Die Themen lauteten: 
- 2001: Zukunft denken
- 2002: Werte der Mitte – Neue Balancen im 21. Jahrhundert
- 2003: Europäische Werte und neue Reformpolitik
- 2004: Die Gesellschaft der Zukunft: Gerechtigkeit und Innovation
- 2005: Die Grundsätze der Sozialen Demokratie
- 2006: Was hält die Gesellschaft zusammen?
- 2007: Der Weg der Sozialen Demokratie
- 2008: Gerechtigkeit in Zeiten der Globalisierung
- 2009: Soziale Demokratie in der Zeitenwende
- 2010: Werkstatt „Soziale Demokratie“
- 2011: Fortschritt und Soziale Demokratie
- 2012: Demokratie und Gerechtigkeit
- 2013: Gleichheit. Jetzt!
- 2014: Soziale Demokratie 2017 plus
- 2015: Deutschland, Europa und die Welt: Stresstest für die offene Gesellschaft
- 2016: Ohne Angst und Träumereien: Integration und Zuwanderung gestalten
- 2017: Mehr Zusammenhalt durch mehr Gerechtigkeit
- 2018: Was ist links? Impulse für ein besseres Morgen

### Materialien
- Die Lesebücher der ASD bieten inhaltliche Vertiefung zu den Seminaren. Bisher erschienen sind der Band 1 Grundlagen für Soziale Demokratie, Band 2 Wirtschaft und Soziale Demokratie, Band 3 Sozialstaat und Soziale Demokratie, Band 4 Europa und Soziale Demokratie, Band 5 Integration, Zuwanderung und Soziale Demokratie. Band 6 Staat, Bürgergesellschaft und Soziale Demokratie sowie zuletzt Band 7 Globalisierung und Soziale Demokratie.

- Unter dem Titel „Kurz und Klar“ werden die Themen der Sozialen Demokratie anschaulich dargestellt und behandelt. Das besondere an der Lesereihe ist dabei die Sprache. Im Gegensatz zu vielen anderen Publikationen sind die Bücher in verständlicher Alltagssprache geschrieben. Damit bieten die „Kurz und Klar“-Bücher einen einfachen Einstieg in die Soziale Demokratie.

- Die Hörbücher bauen inhaltlich auf den Lesebüchern der Sozialen Demokratie auf. Bis auf den letzten Band sind alle Lesebücher bereits als Hörbücher erschienen.

- Mit den „Filmen der Sozialen Demokratie“ sollen die Kernfragen der Sozialen Demokratie, die auch bereits in den Lesebüchern diskutiert wurden, in kurzer und prägnanter Weise als Film dargestellt werden.

Außerdem finden regelmäßig in Bonn Diskussionsveranstaltungen der ASD zu Themen der Sozialen Demokratie statt.

## Lehrkörper
(Stand 2020) 
- Sigrid Baringhorst – Universität Siegen
- Gerhard Brunn – Universität Siegen
- Michael Dauderstädt – Verlag J.H.W. Dietz Nachf.
- Frank Decker – Universität Bonn
- Sebastian Dullien – HTW Berlin
- Henrik Enderlein – Hertie School of Governance
- Björn Hacker – (HTW Berlin)
- Anke Hassel – Hertie School of Governance, London School of Economics
- Gustav A. Horn – Hans-Böckler-Stiftung
- Jürgen Kocka – Wissenschaftszentrum Berlin für Sozialforschung
- Christian Krell – Hochschule des Bundes für öffentliche Verwaltung, Brühl
- Uta Meier-Gräwe – Universität Gießen
- Wolfgang Merkel – Wissenschaftszentrum Berlin für Sozialforschung
- Dirk Messner – Universität Duisburg-Essen
- Thomas Meyer – Technische Universität Dortmund
- Julian Nida-Rümelin – Ludwig-Maximilians-Universität München
- Wolfgang Schroeder – Universität Kassel
- Gesine Schwan – Präsidentin der Humboldt-Viadrina School of Governance
- Jasmin Siri – Ludwig-Maximilians-Universität München
- Dietrich Thränhardt – Westfälische Wilhelms-Universität Münster
- Michael Zürn – Wissenschaftszentrum Berlin für Sozialforschung[1]